# منجل المخ
مِنْجَلُ المُخّ (falx cerebri) تم تسميته بهذا الاسم نتيجة لشكله المنجلي وهو عبارة عن طية من الأم الجافية كبيرة الحجم ذات شكل هلالي ويشغل الشق الطولي عموديا بين نصفي المخ الكرويان. يتصل من الامام بعرف الديك على مقربة من الصفيحة المصفوية و الجيبان الجبهي والغربالي. من الخلف، يتصل بالسطح العلوي من خيمة المخيخ.
يشغل الجيب السهمي العلوي الحافة العلوية لمنجل المخ ويعتلي الشق الطولي للمخ. أما الجيب السهمي السفلي فيشغل الحافة السفلية لمنجل المخ ويتقوس على الجسم الثفني في عمق الشق الطولي.

## التكلُّس
تكلس منجل المخ أكثر شيوعا في كبار السن ويكون غالباً بدون سبب محدد وبدون أعراض مرضيِّة.

## ورم الأغشية السحائية
الورم السحائي الذي ينشأ من منجل المخ (Falcine meningioma) يكون مخفيّ تماماً بقشرة المخ التي فوقه. ويميل هذا النوع من الورم إلى الانتشار خلال نصف كروي مخي واحد ولكن أحيانا يكبر في الجانبين. في بعض المرضي يكبر الورم في الحافة السفلية للجيب السهمي. ومع ذلك، على الرغم من توفر معلومات كثيرة عن الأورام السحائية، لا يُعرف إلا القليل عن تلك التي تنشأ من منجل المخ.

## صور إضافية

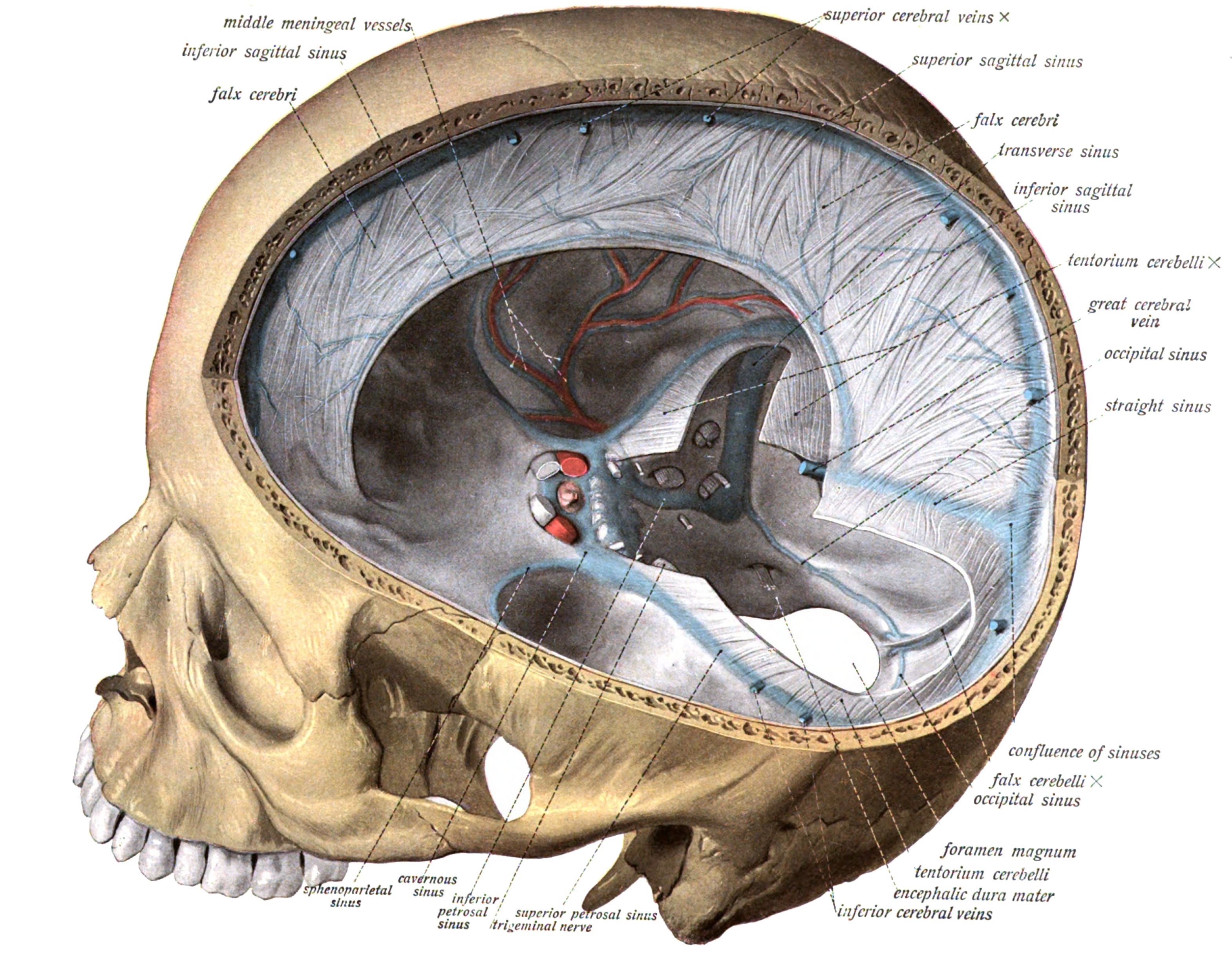
علاقة منجل المخ بالجمجمة.
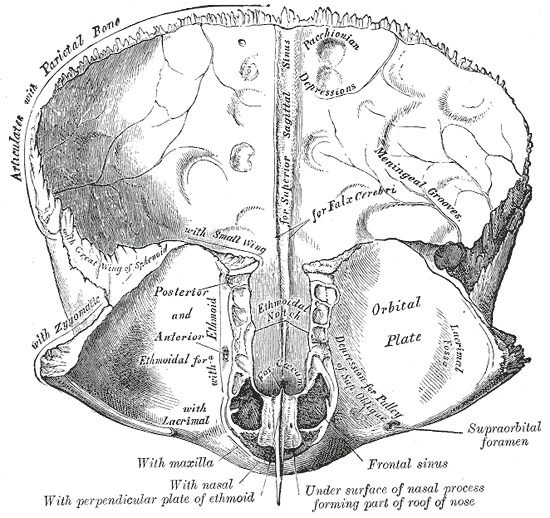
العظمة الجبهية، السطح الداخلي.
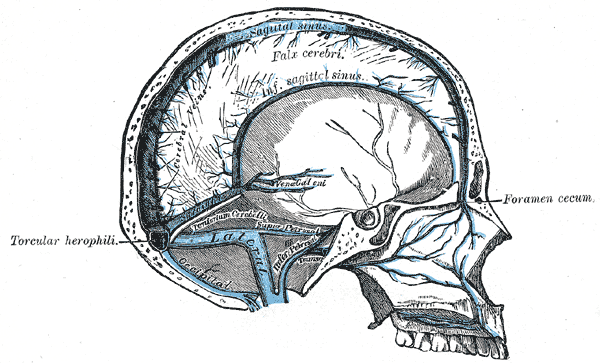
مقطع سهمي في الجمجمة يبين جيوب الأم الجافية.
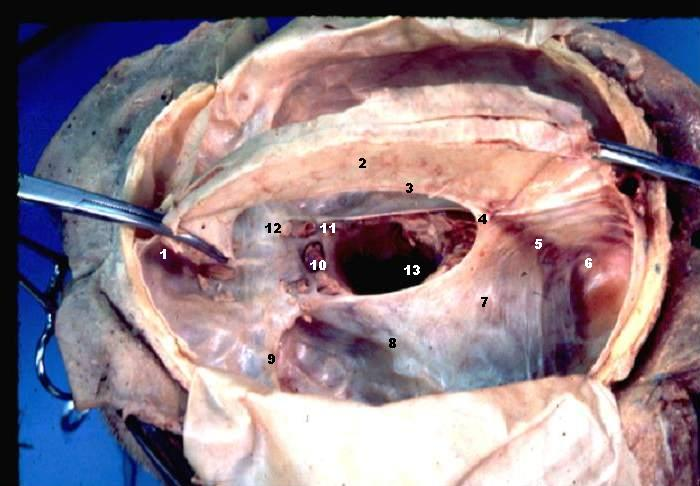
الأم الجافية للدماغ البشري (انعكاس).
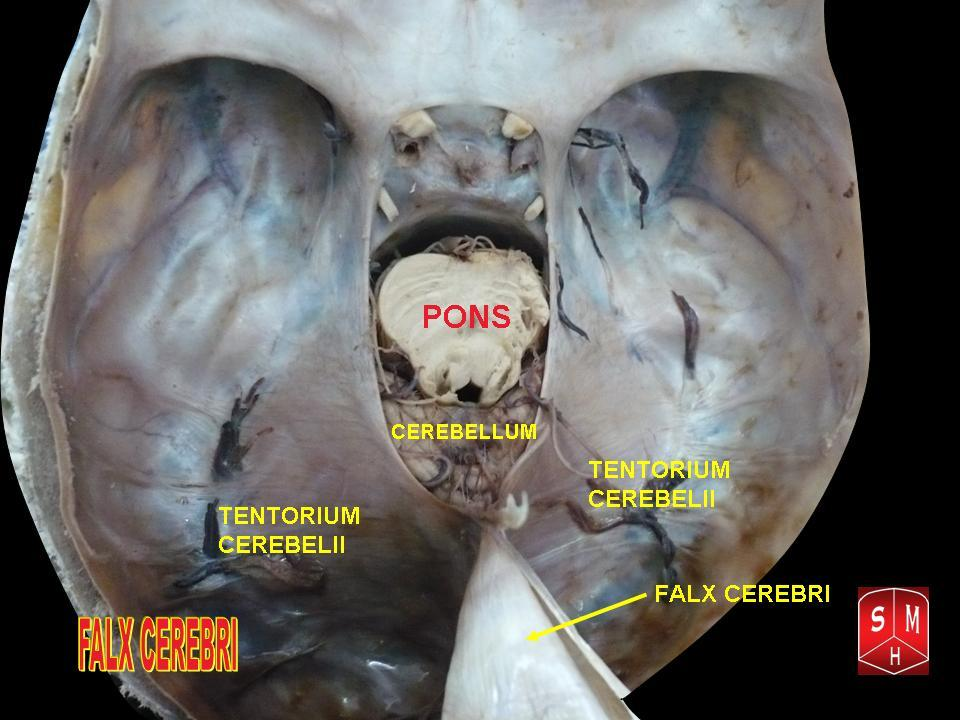
منجل المخ.

## وصلات خارجية
- صور تشريحية:28:st-1602 في مركز داونستيت الطبي التابع لجامعة نيويورك
- grossanatomy/dissector/labs/h_n/cranium/cn1_1a.htm في موقع (MedEd) التابع لجامعة لويولا.